# Elisapie Isaac
Elisapie Isaac es una cantante de pop canadiense. Nacida en Salluit, Quebec de madre inuk y padre oriundo de Terranova, colaboró con el instrumentalista Alain Auger en el proyecto musical Taima (Inuktitut para "that's all" (eso es todo) o "it is done" (esta hecho)) a principio del 2000. El álbum de la banda, Taima, ganó el Juno Award for Aboriginal Recording of the Year en el 2005.
Isaac subsecuentemente grabó su primer álbum solista, There Will Be Stars, que fue lanzado en el 2010.

## Discografía
- 2004: Taima
- 2010: There Will Be Stars